# Kate Asner
Kathryn „Kate“ Asner (auch Katie Asner; * 17. September 1966) ist eine US-amerikanische Film- und Fernsehschauspielerin.

## Leben
Asner ist die Tochter von Nancy Sykes und dem Schauspieler Ed Asner sowie die Schwester des Produzenten und Regisseurs Matthew Asner. Sie spielte kleinere Rollen in einigen Filmproduktionen, darunter in Reptile Man (1996), Von Polizisten terrorisiert (1997), Bring Him Home (2000) und What’s Up, Scarlet? (2005). Auch hatte sie einige Gastauftritte in Fernsehserien, wie etwa in Küß’ mich, John (1992), Star Trek: Deep Space Nine (1999), Allein unter Nachbarn (1998/2000), Ally McBeal (2000), Strong Medicine: Zwei Ärztinnen wie Feuer und Eis (2000), Für alle Fälle Amy (2000) und First Monday (2002).

## Filmografie
- 1992: Küß’ mich, John (Hearts Afire, Fernsehserie, eine Folge)
- 1995: Open Season
- 1995: Thunder Alley (Fernsehserie, eine Folge)
- 1995: Dr. Jekyll und Ms. Hyde (Dr. Jekyll and Ms. Hyde)
- 1996: Die Stunde der Teufelinnen (Wedding Bell Blues)
- 1996: Reptile Man (Brittle Glory)
- 1997: Inside Out (Kurzfilm)
- 1997: Von Polizisten terrorisiert (Payback, Fernsehfilm)
- 1997: Kreativ sein ist alles (Fired Up, Fernsehserie, eine Folge)
- 1998: Die lieben Kollegen (Working, Fernsehserie, eine Folge)
- 1998, 2000: Allein unter Nachbarn (The Hughleys, Fernsehserie, 2 Folgen)
- 1999: Jesse (Fernsehserie, eine Folge)
- 1999: Star Trek: Deep Space Nine (Fernsehserie, eine Folge)
- 1999: The Second Comeback (Kurzfilm)
- 2000: Ally McBeal (Fernsehserie, eine Folge)
- 2000: Strong Medicine: Zwei Ärztinnen wie Feuer und Eis (Strong Medicine, Fernsehserie, eine Folge)
- 2000: Für alle Fälle Amy (Judging Amy, Fernsehserie, eine Folge)
- 2000: Malcolm mittendrin (Malcolm in the Middle, Fernsehserie, eine Folge)
- 2000: Boys Life 3
- 2000: Was Frauen wollen (What Women Want)
- 2000: Bring Him Home
- 2002: First Monday (Fernsehserie, eine Folge)
- 2005: What’s Up, Scarlet?
- 2009: Anne Frank Goes to Hollywood (Kurzfilm)
- 2017: Stereo (Kurzfilm)
- 2017: The Good Samaritan (Kurzfilm)